# Orleir Messias Cameli

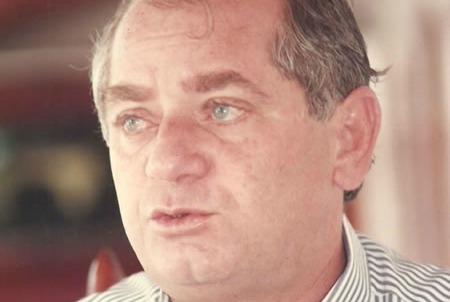
Orleir Messias Cameli

Orleir Messias Cameli (* 16. März 1949 in Cruzeiro do Sul, Acre; † 8. Mai 2013 in Manaus, Amazonas) war ein brasilianischer Unternehmer und Politiker.

## Werdegang
Cameli war Präfekt seiner Geburtsstadt Cruzeiro do Sul. 1994 setzte er sich als Kandidat des Partido Progressista Renovador (PPR) bei der Wahl des Gouverneurs des Bundesstaates Acre im zweiten Wahlgang gegen Flaviano Flávio Batista de Melo (PMDB) durch. Seine Amtszeit dauerte vom 1. Januar 1995 bis 1. Januar 1999.
Er erlag am 8. Mai 2013 einem Krebsleiden. Sein Neffe ist der Gouverneur Gladson Cameli.